# Bucheckbach
Der Bucheckbach ist ein linker Zufluss des Radmerbaches bei Dürradmer in der Stadtgemeinde Mariazell, Bezirk Bruck-Mürzzuschlag, Steiermark mit einer Breite von unter 5 Metern.

## Verlauf
Er entspringt westlich des Brunner Lochs auf ca. 1240 m.ü.A, fließt südlich des Buchecks entlang, und mündet südöstlich von Dürradmer in den Radmerbach bei ca. 793 m.ü.A. Dabei ist der Bucheckbach ca. 3,628 km lang.